# 詐騙
欺詐或詐騙等（英語：fraud），是故意欺騙以獲取不公平或非法收益，或剝奪受害者的合法權利。欺詐的定義涵蓋某人透過欺騙誘使他人處置自己或他人的資產，從而造成有利於犯罪者或第三方的經濟損失的行為。 欺詐可能違反民法（例如，欺詐受害者可以起訴欺詐行為人，以避免欺詐或獲得金錢賠償）或刑法（例如，欺詐行為人可能會被政府當局公訴或者起訴並依個案判決結果監禁），或者可能沒有造成任何損失，但相關欺詐行為仍構成其他民法或刑法違法要件。欺詐的目的可能是金錢收益或其他好處，例如透過獲得護照、旅行證件或駕駛執照，或抵押欺詐，其中犯罪者可能試圖透過（或）虛假陳述等手段獲得抵押資格。以詐騙為業的團體又稱詐騙集團。

## 詐騙與惡作劇的區別
詐騙與惡作劇都涉及蓄意的欺騙行為，但惡作劇（hoax）是一個與詐騙不同的概念；惡作劇涉及蓄意欺騙，但不包含獲利、造成實質損害或剝奪他人權益等意圖；然而即使不包含獲利、造成實質損害或剝奪他人權益等意圖，惡作劇有時也會達到欺凌或犯罪的程度，而從事惡作劇的人可能會面臨始料未及的嚴重後果。

## 法令和其他手段

### 中华人民共和国
按1997年10月1日起所施行之《中華人民共和國刑法》第266條規定：「詐騙公私財物，數額較大的，處三年以下有期徒刑、拘役或者管制，並處或者單處罰金；數額巨大或者有其他嚴重情節的，處三年以上十年以下有期徒刑，並處罰金；數額特別巨大或者有其他特別嚴重情節的，處十年以上有期徒刑或者無期徒刑，並處罰金或者沒收財產。本法另有規定的，依照規定。」
2015年7月6日，中華人民共和國首個反信息诈骗中心在沈阳市公安局成立。2021年3月，中華人民共和國公安部刑事侦查局又發佈名為國家反詐中心的手机应用程序。

### 香港
按《香港法例》第210章盜竊罪條例第16A欺詐罪條第1款：「如任何人藉作任何欺騙（不論所作欺騙是否唯一或主要誘因）並意圖詐騙而誘使另一人作出任何作為或有任何不作為，而導致——（a）該另一人以外的任何人獲得利益；或（b）該進行誘使的人以外的任何人蒙受不利或有相當程度的可能性會蒙受不利，則該進行誘使的人即屬犯欺詐罪，一經循公訴程序定罪，可處監禁14年。」盜竊罪條例第16A欺詐罪條第2款亦規定：「為施行第1款，任何人如在進行欺騙時意圖藉所進行的欺騙（不論所進行的欺騙是否唯一或主要誘因）誘使另一人作出任何作為或有任何不作為，而因此會導致該款（a）及（b）段所提述的兩種後果或其中一種後果產生，則該人須被視為意圖詐騙。」

### 中華民國
- 刑法，詐欺罪（第339條、第341條）
- 破產法，詐欺破產罪（第154條）
- 民法相關條文（第92條、第93條、第105條、第997條、第1145條）
- 刑事訴訟法（第376條），詐欺罪經第2審判決者，不得上訴於第3審法院。
- 曾經被詐欺罪判行確定者，部份行業經法律條文明定限制其就業，或是明定限制有期徒刑執行期滿後幾年內不得任職（公司法第30條、保全業法第10-1條、遊說法第11條、就業服務法第40條、......等）。
- 詐欺罪之構成要件
  1. 客觀構成要件：一切犯罪行為的客觀條件（人事時地物），且互為因果關係。
  2. 主觀構成要件：詐欺行為之故意、謀取行為人或第3人不法利益之特定意圖。

### 德国
根據德國刑法，欺詐是一種犯罪行為。 這是財產犯罪之一，受德國《刑法》第263條的管制。該規範之目的是保護財產。在德國，欺詐可處以最高五年的監禁或罰款。多年來，德國境內獲報的相關案件數一直處於六位數以上的範圍內。2017年，德國境內獲報約910,352起欺詐行為，使欺詐成為盜竊之後最常被舉報的犯罪行為。 欺詐以及侵吞罪在白領犯罪中尤為常見。

### 日本
- 民法（第96條第1、3項）、詐欺罪[6]

### 奈及利亞
- 刑法，第419條

### 柬埔寨、緬甸
近來，一些跨國詐騙集團前往柬埔寨和緬甸等地設立基地，以高薪工作為名誘騙他人出國，之後再強迫受騙者從事詐騙，並以暴力手段控制這些人，也可能強迫部分人士賣淫甚而強行活摘器官進行盜賣。這些詐騙集團多數由中國人控制，受害者也大多是中國人或其他地區的華人。像是緬甸苗瓦迪一處被稱為「KK園區」、由中國人佘智江（又名佘倫凱）等人所擁有的地區常發生綁票人口、強迫被綁者從事詐騙的事情，除此之外外，園區裡也曾發生強制活摘失去利用價值或不從者的器官的事件。

#### 柬埔寨
柬埔寨刑法第377條至第382條的內容與詐騙相關，根據柬埔寨刑法第378條的規定，詐騙的處罰為六個月以上三年以下有期徒刑，並易科一百萬至六百萬瑞爾的罰金；然而在符合第379條及第380條加重行為的狀況下，可處兩年以上五年以下的有期徒刑。

#### 緬甸
緬甸刑法第421條至第424條的內容與詐騙相關，根據緬甸刑法的規定，詐騙的處罰為二年以下有期徒刑，且得易科罰金。

## 詐騙手法
- 詐騙範例列表（英语：List of confidence tricks）
- 邱耀樂 -桃色交易詐騙、與網友約好服務六次 54,000，結果只服務了一次就消失。目前尚未做出任何反駁的回應。
- 白吃、白喝、白住[15]
  - 霸王餐是指在餐廳購買服務後，不支付費用。消費之後，不付錢。
  - 部落客號稱要出書會提供介紹，要求民宿業者提供免費食宿，但實際上並沒有要出書，而是騙吃騙喝住免錢的民宿。
- 街頭騙案
  - 金光黨
  - 跌錢黨：路上有人遺下有價值的物品，經千門正將估價後，再由媒議論價值，如果有貪婪者欲以低價得之，他們乘機騙財。
  - 寶藥黨：路上有人兜售一種很少見的所謂葯材，經千門之幾個媒議論價值及功能，如果有貪婪者欲以低價得之，他們乘機騙財。
  - 電子零件：路上有人兜售電子零件，經千門之幾個媒議論價值及功能，如果有貪婪者欲以低價得之，他們乘機騙財。
  - 街上借用手機，藉詞離開。
  - 不良星探、明星或模特兒中介公司：在街頭尋找對象、讚美對方有潛質、可以介紹工作，但首先要學習一些課程；攝取一揖照片；或作修身和化妝等等，騙取所謂的試鏡費用或化妝費用等等。
  - 碰瓷：製造假車禍的路人，向車主詐騙醫藥費與慰問金[16]。
- 騙取個人資料
  - 電話詐騙
  - 網路釣魚
  - 設立假網站騙取個人資料、慣用密碼。
  - 以民意調查或市場調查為由，騙取個人資料。
  - 謊稱具有抽獎資格，騙取個人資料。
- 宗教信仰詐騙
  - 邪教：以民間信仰誘導信徒捐贈高額金錢，或者唆使他們進行性行為。
  - 祈福黨、神棍、江相派：以人們的迷信心理來進行欺騙。
  - 以改運為理由，誆騙他人進行生前投資墓地、靈骨塔位置、祭祀法器、天珠及舍利子等。
- 人蛇集團
  - 拐騙兒童。
  - 引誘少女的小白臉。
  - 色誘富家婦女的拆白黨。
  - 利誘或拐騙婦女出國的淫業騙徒，包括強迫賣淫。
  - 利誘或拐騙婦女到外地與陌生人強制結婚及強制生育的人口販子。
  - 利誘或拐騙國人出國到黑市強制工作的人口販子。
  - 利誘或拐騙國人出國到詐騙園區進行強制詐騙工作的人口販子。
- 投資詐騙
  - 鴻源案、博達科技掏空案、佳寧案
  - 庞氏骗局，或稱庞兹骗局（向投資人保証能獲得穩定且高昂的獲利，但其實是用新投資人的資金當作獲利，給予舊投資人）。
  - 金字塔騙局（也屬於庞氏骗局的一種，其獲利主要不是銷售得利，而是讓人找到下線，吸取佣金；該下線則必須再找下線，故俗稱老鼠會）。
  - 往生互助會，誇稱高投資報酬率，誘騙年長者入會。[17]
  - 誆騙是死去親人的生前投資詐騙，以預先繳交「保證金」、「帳戶管理費」、「國際匯費」、「遺產稅」......等名目進行詐騙。
  - 投資陷阱，以高獲利或保證獲利的不實廣告誘使被害人投資，當投資發生虧損時，管理人不負責賠償，解約時卻需先繳交高額的違約金（常見於債券、基金、房地產）。
  - 股條（未上市公司的優先認股憑證）。
  - 偽稱為「創投公司」，在無任何擔保與支付貨款的情況下，要求先行提供商品進行市場測試。
  - 集資詐騙，以超乎現今科技所能實做的集資企劃進行吸金，集資平台可能在集資專案申請時，疏於對產品的原型進行審查[18]。
  - 加盟詐騙，可以是傳統飲食、教育、零售或服務行業的特許經營詐騙[19]，例如內地甜品店加盟騙案[20]
  - 股市操盤[21][22][23][24][25]，如微信女騙局[26]。
  - 海外投資詐騙，冒用海外投資平台的名義，誘騙不熟悉海外投資的受害者上當[27]。
  - 打包投資計劃詐騙：社交媒體平臺發佈投資廣告，以吸引受害者
- 网络诈骗
  - 网络诈骗可通过社交工程[28]与社会影响力的渠道发生。网络诈骗可发生在聊天室、社交媒体、手机App、电子邮件、留言板、网站等地方[29]。
  - 利用虚假的招嫖广告进行诈骗，2014年东莞扫黄事件后，中国取缔色情场所，加之中国男女比例男多女少，天价彩礼盛行。[30]，剩男无法满足性欲（通常是无能力娶妻的底层民众)[31]，使得虚假的招嫖广告诈骗有机可乘，骗子大量分发印有露骨文字和性感照片的“招嫖”小卡片，起初只是通过电话诈骗，骗子诈骗初次服务费和保证金后就消失，后来演变为利用二维码的网络诈骗。受骗者扫描了卡片上的二维码，链接直接跳转到了一款App的下载地址，然后会有假客服来联系。对方以能够约到美女为由，诱导用户进行充值转账。[32]
  - 誆騙被害人試玩App遊戲能獲得薪水，結果卻是騙人把手機加進歹徒掌握的帳號，再以線上掛失裝置，鎖住被害人的手機，藉機勒索。[33]
- 感情詐騙常見的有藉由通姦罪來進行勒索
  - 網路仙人跳
- 購物陷阱
  - 假鑽石（莫桑石、合成鑽石、摩星石）冒充真鑽石進行詐騙。[34]
  - 以低價的MDF（英语：Medium-density fibreboard）板製造的家具，冒充是高價的原木家具，結果幾年後吸收濕氣，開始腫脹變形。在臺灣常見的詐騙之一。
  - 線上購物網站的賣方，在收費後，不將貨品寄給買方；或是以劣質品充數[35]。
  - 謊稱已有中獎資格，但實際上是誘騙消費購物或或付費加入會員後，才具有抽獎的機會。
  - 以民調或試用為由，誘騙消費購物或付費加入會員。
  - 食品當藥品販賣，特徵是強調療效（減肥、塑身、豐胸、壯陽、改善膚質、防癌、防輻射、抗老、排毒、明目......等），常以名人代言廣告，強調「醫療級」、微量元素、珍貴藥材、國外進口、經臨床實驗、數百道製作關卡、有政府的許可證號（以移花接目方式造假）......等。
  - 以偽劣商品買賣。例如將鍍金之金飾賣給回收黃金的銀樓，以贗品偽裝成名畫進行交易......等。
  - 以不實的優惠價格標示，誘使消費者不察，以原價進行結帳。（常見說詞，優惠期已過，或明天才開始）
  - 提款機詐騙，線上購物被告知已申請分期付款，誆騙如要解除分期付款，要按照歹徒的指示操作ATM提款機。此招針對電腦設備操作外行者，事實上提款機只有提款或轉出功能，沒有轉入或解除分期功能。
  - 盜刷他人的信用卡進行線上購物，貨品會先寄到被害者的收件地址，然後盜刷者會與被害者連絡說是同名同姓，是線上購物業者弄錯收件地址，要求將貨品退還到盜刷者所指定的收件地址。
  - 戀愛推銷法
  - 層壓式推銷
  - 旅遊會籍騙案
  - 「虛假外匯投資公司」
    - 以高薪酬、短工作時間來引誘失業者成為僱員，而工作只是看著報價機，負責簡單異常的買入及賣出的文件，但在工作其間會有老千遊說僱員自行出資到其投資公司，實行自己賺佣金，又可以把自己的資本滾大，而當然老千不會把僱員的資金真的放到外匯市場上去，在開始時僱員的確會有少量賬面數賺到，以誘使僱員放更多資金入其外匯戶口，但其後公司會控制報價機，直到僱員的資金全蝕光為止，而外匯公司則可大賺其成。
- 司法詐騙
  - 司法黃牛，以號稱可以僑案子（買通司法人員吃案或輕判），向被告收取高額的手續費。
  - 謊稱為司法人員，以其帳戶已被列為警示帳戶為名，誘騙被害人協助轉出帳戶內的錢到指定帳戶。
- 掮客詐騙
  - 外交掮客詐騙，例如：巴紐外交費侵吞案。
- 融資詐騙
  - 使用人頭戶[36]或空頭公司。或偽造薪資證明與在職證明，向銀行辦理貸款[37]。
  - 變造存摺或資產證明。[38]
  - 超貸。
  - 融資仲介、代書、資產管理公司、債務管理專家。
  - 他人借貸，被騙當保人，結果借貸者搞失聯，債主找保人要錢。
  - 騙屋詐貸，買屋用分期的方式，先取得過戶，騙子就拿屋子跑去抵押借錢，原賣屋的屋主遲遲拿不到尾款，房子也沒了。[39]
- 愛心詐騙
  - 常以裝可憐，或其他原因極需現金，誘騙他人捐獻或借款。或是歹徒偽裝成親友名義，以急需現金為由，進行詐騙。常以現金或海外匯款方式。
  - 不具合法勸募資格的個人或團體，利用天災的機會，假藉賑災之名進行募款。
  - 以「義賣」名義，行商品銷售之實，誆騙消費者，收益多半進了營利的公司，而非急需善款的公益團體。最常見的說詞是「公益成本」，做善事哪有不先扣除本錢的，難道要倒貼虧本嗎？
  - 自稱媒體記者，假借公益之名向店家募款，說會在新聞時段幫忙打廣告，但不開捐款收據。
- 保險詐騙
  - 以自殘或假車禍或縱火，詐領保險金。
  - 或是為親友保險，然後謀殺偽裝成意外，詐領保險金。
- 中獎詐騙
  - 以電話或信件通知，需預先繳交高額的保證金、手續費、贈與稅......等，要求以轉帳或匯款方式到歹徒指定的帳戶。台灣虛偽中獎垃圾信函的始祖，源自於讀者文摘雜誌。
- 求職詐騙
  - 常以必須繳交就職保證金或簽下高額的本票，或是必須預先購買一定金額以上的商品。
  - 號稱保證就業的各式專業技能課程，這類的通常需高額自費課程或教材的費用，即使保證就業，也常在試用期之內將新進員工踢走。
  - 未工作滿一定時間就自行離職者，須賠償教育訓練費用。這類的特徵是安排一堆不合常理的職前訓練課程。
  - 面試時要求繳交企劃書，或過去工作經驗的成品（不退件），甚至是以測試程度為由，要求先無償工作。
  - 家庭代工陷阱，要求預先購入高價的設備與原物料（常藉口獨家），然後在買回成品的部分刁難（挑剔品質與壓低買回價格）。
  - 要求求職者提供銀行帳號與密碼，謊稱是要用於薪資轉帳，實則用於洗錢。（薪資轉帳只需帳號，無須密碼）
- 商業騙案
  - 虛設行號，以開立支票方式購買貨品，但為空頭支票，到期無法兌現，騙取貨品[40]。
  - 跨國交易，虛報交易貨品，利用信用狀騙取現金。
  - 加盟詐騙，在加盟契約上動手腳，解約需賠償高額的違約金。加盟的系統業者常出現營業範圍內多重授權，或是以其他不公正的方式迫使加盟者解約。
  - 假借展覽的主辦單位名義，誘騙參展的廠商簽下合約並收取高額的費用[41]。
  - 經手交易的中間人，變造支票或本票上的金額。（案例：邱復生被騙的手法）
  - 無實際交易，卻買賣發票或收據，藉以捏造進貨紀錄、營收或逃稅。
  - 名人蠟像合照詐騙，在蠟像館透過名人合照，向市民進行詐騙。
  - 商業電子郵件詐騙（英语：Business email compromise）（BEC，Business E-mail Compromise），使用電子郵件誆騙轉帳或匯款。[42]
  - 借牌與轉包，有些政府或公營事業在標案採資格限定，所以不符合資格的投標廠商會用借牌照，或是透過轉包的方式取得標案。
- 強迫詐騙
  - 一些跨國詐騙集團，設立中央化的詐騙園區，以高薪工作為名誘騙他人到當地，之後再強迫受騙者從事詐騙，並以暴力手段控制這些人，也可能強迫部分人士賣淫甚而強行活摘器官進行盜賣。[7][8]
- 其他
  - 偽造貨幣兌換（常以急需當地貨幣為由，不便到金融機構兌換外幣，以偽鈔誆騙被害人進行兌換）
  - 偽造信用卡，盜刷。
  - 偽造遺囑，騙取遺產的支配權。
  - 跌錢黨（金光黨）。
  - 老千：以千任何手段去欺騙利益的騙子（亦包括棍騙）及詐騙集團。常指利用赌术诈骗的老千。
  - 方術騙局 。
  - 隱密所得或財產，以破產為由，拒絕償還債務的詐欺破產。
  - 計程車故意繞遠路的行為，藉以詐取額外的費用。（更甚者，會改裝車錶或加裝開關操控，或是更換成小尺寸的輪胎，以增加跳錶的次數。）
  - 猜猜我是誰
  - 熟人詐騙
  - 退貨詐欺：買一個東西然後用了之後很快將之退貨，或者偽造假收據或用假貨來退貨以騙錢。
    - 試用詐欺（wardrobing）：買一個東西，用完之後馬上退貨以騙錢。

## 以詐騙為主題的作品
- 詐欺獵人（漫畫、電視劇、電影）
- （1967年電影）
- （2002年電影）
- 詐欺遊戲（漫畫、電視劇、電影）
- 詐騙女神（2019年電影）
- CHEAT 詐欺師們請注意（2019年電視劇）
- 孤注一掷（2023年电影）
- 金手指（2023年电影）
- 寄生上流

## 外部連結
- 內政部警政署165全民防騙網 （页面存档备份，存于）（繁體中文）